# Jølstravatnet

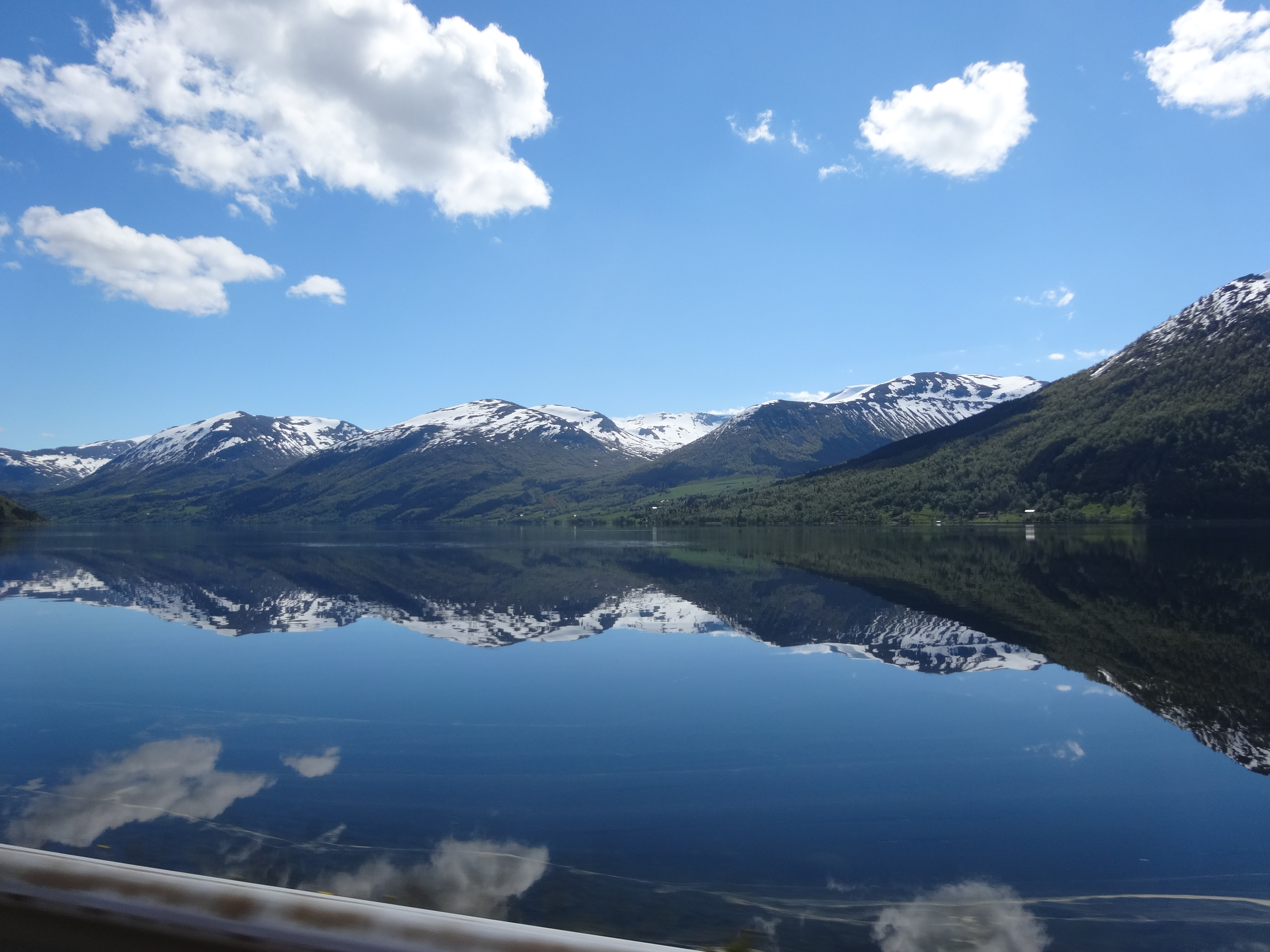
Blick über den Jølstravatnet

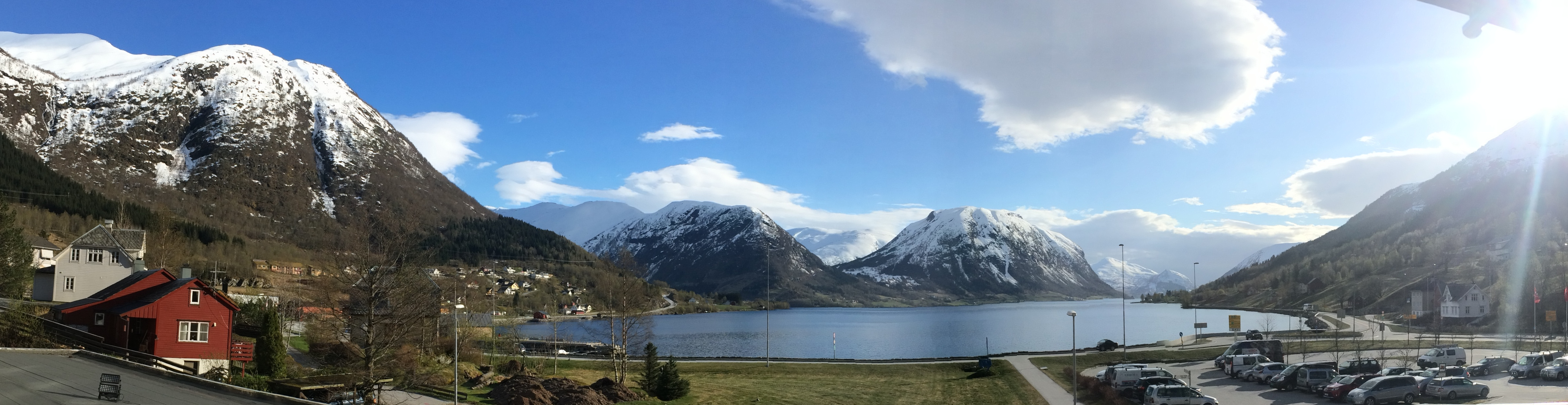

Jølstravatnet (auch: Jølstravatn, Jølstervatn oder Jølstervatnet) ist ein norwegischer See in der Kommune Sunnfjord in der Provinz Vestland. Sein Ausfluss ist die Jølstra, ein nicht ganz 20 km langer Fluss, der bei Førde in den Førdefjord mündet. Der hintere (östliche) Teil des Sees, heißt Kjøsnesfjord.